# Prosopocera parallela
Prosopocera parallela là một loài bọ cánh cứng trong họ Cerambycidae.